# ブハンテ・ダルマワラ
サムダッチ・ヴィラ・ダルマワラ・ベロン・マハデラ（Samdach Vira Dharmawara Bellong Mahathera、1889年2月12日 - 1999年6月26日）は、アメリカのスーパーセンテナリアン。カンボジア生まれの上座部仏教の僧侶。単にブハンテ・ダルマワラとも呼ばれることもある。

## 略歴
1889年2月12日、カンボジアのプノンペンの裕福な家族のもとに生まれた。 
教育を受けたのち、僧侶になる前は弁護士や裁判官として働き、30代の頃に僧侶になった。ビルマを通りインドにわたる前に居たタイの森に一番よくいたという。
1952年に一度カンボジアに戻り、当時の国王のノロドム・シハヌークとの親交を深めていた。1955年にインドネシアであったアジア・アフリカ会議にもシハヌークと同行したと言われる。
アメリカに初めて来たときは1955年の終わりから1956年の初めで、米国情報局から教育に関する会議に招待されたときだった。カリフォルニア州では、ヨガを教えていたインドラ・デーヴィーが、すでにアジアの宗教に興味を持っていたワイン評論家のロバート・ローレンス・バルツァーを紹介した。ダルマワラの招待で、バルツァーはカンボジアに旅行し、ダルマワラがかつていた寺院に2週間滞在し、その体験は後に書籍になっている。
また言語に堪能で、アメリカに永住した後も各地を旅行し、1973年以降はグロスタシャーの学生に特に色に関する瞑想に関して教えていた。1974年10月から1975年3月までのブハンテにより行われた修行も別の本に記述されている。
その後も宗教的な活動を続け、ワシントンでは国内初のカンボジア仏教寺院を設立した。
1989年にストックトンの学校で5人の児童が殺害された事件の後に学校に出向き儀式を行ったとき、全国的な報道があったと言われている。
1999年6月26日に死去。110歳134日没。遺灰はデリーの記念碑に介入されている。